# Fabrizio De Chiara
Fabrizio De Chiara (Cologno Monzese, 14 novembre 1971 – Avenza, 17 novembre 1996) è stato un pugile italiano, olimpionico a Barcellona 1992.

## Biografia
Nato nel 1971 a Cologno Monzese, in provincia di Milano, a 20 anni partecipò ai Giochi olimpici di Barcellona 1992, nei Pesi superwelter (71 kg), uscendo al 1º turno, battuto ai punti dall'ungherese György Mizsei, poi medaglia di bronzo. 
Passato al professionismo nel 1994, dopo 13 incontri con 12 vittorie (8 KO) e 1 sconfitta, il 16 novembre 1996 affrontò ad Avenza, nel comune di Carrara, Vincenzo Imparato per il titolo italiano dei pesi medi, perdendo per KO al 12º round. Dopo la sconfitta perse conoscenza e finì in coma, e il giorno successivo ne venne dichiarata la morte cerebrale, a 25 anni appena compiuti.